# Won't Go Home Without You
"Won't Go Home Without You" 是一個民謠，收錄於魔力紅的第二章專輯 著魔嗎·久等了的第三首單曲(2007)。

## 音樂視頻
2007年8月16日，Maroon 5在他們的官方網站上發布了一則通知，要求粉絲發送自製視頻，以幫助樂隊製作這首歌的視頻；然而，在2007年10月，另一個視頻在歐洲和澳大利亞發布。官方視頻已於2007年12月1 日在VH1 Top 20倒數計時首播。它現在也在他們的官方網站上播放。

## 獎項和提名
這首歌在第51屆葛萊美獎上獲得了最佳流行組合或合唱團獎的提名。

## 銷售量與成績
"Won't Go Home Without You"在 Billboard Hot 100排名第48名。截至2014年6月，這首歌已在美國銷售了1,647,000份。
這首歌成為第一張未能在英國排行榜前40位的魔力紅單曲，僅在英國專輯排行榜第44 位。